# Bernoy
Bernoy es un despoblado español del municipio de San Pedro de Rozados, perteneciente a la provincia de Salamanca, en la comunidad autónoma de Castilla y León.

## Historia
Hacia mediados del siglo XIX, el lugar, ya por entonces perteneciente a San Pedro de Rozados, tenía contabilizada una población de 65 habitantes, entre los que se incluían los de la alquería de Cemprón. Aparece descrito en el cuarto volumen del Diccionario geográfico-estadístico-histórico de España y sus posesiones de Ultramar de Pascual Madoz con las siguientes palabras:

BERNOY: l. agregado al ayunt. y parr. de San Pedro de Rozados (1/2 leg.), en la prov., part. jud. y dióc. de Salamanca (4 1/2): está sit. inmediato al nacimiento del r. Valmuza; tiene una igl. anejo, dedicada á San Martin. Confina por N. con su matriz, E. Calzadilla de Mendigos; S. Carrascal del asno, y O. con el desp. de Zempron. El térm. se estiende mas de 1/2 cuarto de leg. de E. á O., y 1/4 de N. á S., formando un paralelógramo de 1 leg. poco mas ó menos. La cavida del terreno se calcula en 1,125 fan. de pasto y labor, de las cuales 3 partes corresponden al duque de Montellano y 1 al marqués de Cilloruelo: 4 fan. son de regadio; 900 de secano de 3 calidades; 176 en prados, valles, eras, égidos y monte, que tambien dan pasto, y 55 de tierra inútil, calculándose en cada fan. de monte 40 pies de encina. prod.: pastos, trigo, centeno, cebada y lino. pobl.: inclusa la alq. de Zempron, 18 vec., 65 hab. cap. terr. prod.: 375,300 rs. imp.: 18,765.
(Madoz, 1846, p. 280)

En 2022, no tenía empadronado ningún habitante.

## Patrimonio
En el lugar permanecen los restos de una iglesia de San Martín.